# Xanthorhoe abrasaria
Xanthorhoe abrasaria is een nachtvlinder uit de familie van de spanners (Geometridae).
De spanwijdte van deze vlinder is 21 tot 24 millimeter. De basiskleur van de vleugels is grijsbruin, met bruine dwarsbanden. Ook het zoomveld is donkergekleurd. De vleugels hebben een duidelijk zichtbare middenstip. De franje is geblokt.
De soort vliegt in een jaarlijkse generatie in juli. Van de rest van de levenscyclus is weinig bekend. 
Xanthorhoe abrasaria komt voor in het noorden van het Palearctisch en Nearctisch gebied. 